# Pregrada
Pregrada je mesto na Hrvaškem s 1828 prebivalci (2011), ki upravno spada pod Krapinsko-zagorsko županijo, medtem ko (mestna) občina po podatkih iz istega leta šteje 6.600 ljudi.
Pregrada se v arhivskih listinah prvič omenja leta 1334. Kraj se je zaradi svoje ugodne lege začel v začetku 16. stoletja razvijati v pomembno trgovsko središče, leta 1857 pa je postal sedež okraja.
Leta 1818 zgrajena enoladijska župnijska cerkev Uznesenja Blažene Djevice Marije u nebo je pomemben spomenik klasicistične arhitekture. V cerkvi je velika slika Uznesenja Blažene Djevice Marije u nebo, delo dunajskega slikarja J. Zieglerja, na koru stojijo orgle, delo madžarskega mojstra F. Fochta, ki so bile med leti 1835 do 1854 postavljene v zagrebški stolnici, od koder so leta 1835 v Pregrado prenesli še oltarno sliko in klopi.
V Pregradi se je leta 1892 pričela industrijska proizvodnja zdravil. Lekarnar Adolf Alfons Thierry de Chateauviex je postavil stavbo v kateri je odprl lekarno K anđelu čuvaru,  v isti stavi pa pričel s proizvodnjo zdravil, ki je bila prva taka tovarna v jugovzhodni Evropi. De Chateauviexova tovarna je proizvajala več vrst zdravil, najbolj znani pa sta bili Thierryjev balzam in Thierryjevo centofilijsko mazilo.  Poleg proizvodnje zdravil sta v Pregradi obratovali še tiskarna in oddelek za embalažo. Zdravila iz Pregrade so bila znana po vsej Evropi in zaščitena s patenti v Londonu. De Chateauviex je poleg te tovarne imel proizvodnje obrate še v tridesetih mestih Evrope, med drugim tudi na Dunaju, Londonu in Zürichu.

## Demografija
| Pregled števila prebivalcev po letih | Pregled števila prebivalcev po letih | Pregled števila prebivalcev po letih | Pregled števila prebivalcev po letih | Pregled števila prebivalcev po letih | Pregled števila prebivalcev po letih | Pregled števila prebivalcev po letih | Pregled števila prebivalcev po letih | Pregled števila prebivalcev po letih | Pregled števila prebivalcev po letih | Pregled števila prebivalcev po letih | Pregled števila prebivalcev po letih | Pregled števila prebivalcev po letih | Pregled števila prebivalcev po letih | Pregled števila prebivalcev po letih |      |
| ------------------------------------ | ------------------------------------ | ------------------------------------ | ------------------------------------ | ------------------------------------ | ------------------------------------ | ------------------------------------ | ------------------------------------ | ------------------------------------ | ------------------------------------ | ------------------------------------ | ------------------------------------ | ------------------------------------ | ------------------------------------ | ------------------------------------ | ---- |
| 1857                                 | 1869                                 | 1880                                 | 1890                                 | 1900                                 | 1910                                 | 1921                                 | 1931                                 | 1948                                 | 1953                                 | 1961                                 | 1971                                 | 1981                                 | 1991                                 | 2001                                 | 2011 |
| 428                                  | 617                                  | 635                                  | 644                                  | 641                                  | 763                                  | 625                                  | 665                                  | 743                                  | 819                                  | 950                                  | 1003                                 | 1111                                 | 1391                                 | 1654                                 | 1828 |